# 香川県立東山魁夷せとうち美術館
香川県立 東山魁夷せとうち美術館（かがわけんりつ ひがしやまかいいせとうちびじゅつかん）は、香川県坂出市にある美術館。

## 概要
日本画家東山魁夷の作品のみを収蔵する個人美術館で、魁夷が塗装色の提案をした瀬戸大橋の袂、祖父の出生地である櫃石島を望む地にある。
2001年4月に東山すみ夫人より寄贈された版画作品270点余の展示公開を行う施設として構想され2003年に着工、2005年4月に開館した。地方都市にある展示室面積277m2の小さな美術館であるにもかかわらず、来館者は1ヶ月あたり平均約1万人という異例の高い水準にある。開館初年度には127,000人を数え、2011年7月22日に入場50万人を達成した。
建物の外観は魁夷の作品を象徴するグリーンに統一され、門からのアプローチは魁夷の代表作「道」をイメージした造りになっている。
ここのカフェから眺める景色は四国八十八景74番「雄大な瀬戸大橋を絵画のように鑑賞」に選ばれている。

## 展示内容
展示品は全て東山魁夷の作品である。館蔵品の大半は石版画であるが、館の高い人気を背景に長野県信濃美術館・東山魁夷館や兵庫県立美術館などから作品を多く借り、質の高い展示を維持している。同時に肉筆画の収集も行い館蔵品の質向上を目指している。

## 施設
- 展示室1 - 壁面高6m
- 展示室2
- デジタル展示室
- ミュージアムショップ
- 映像ギャラリー

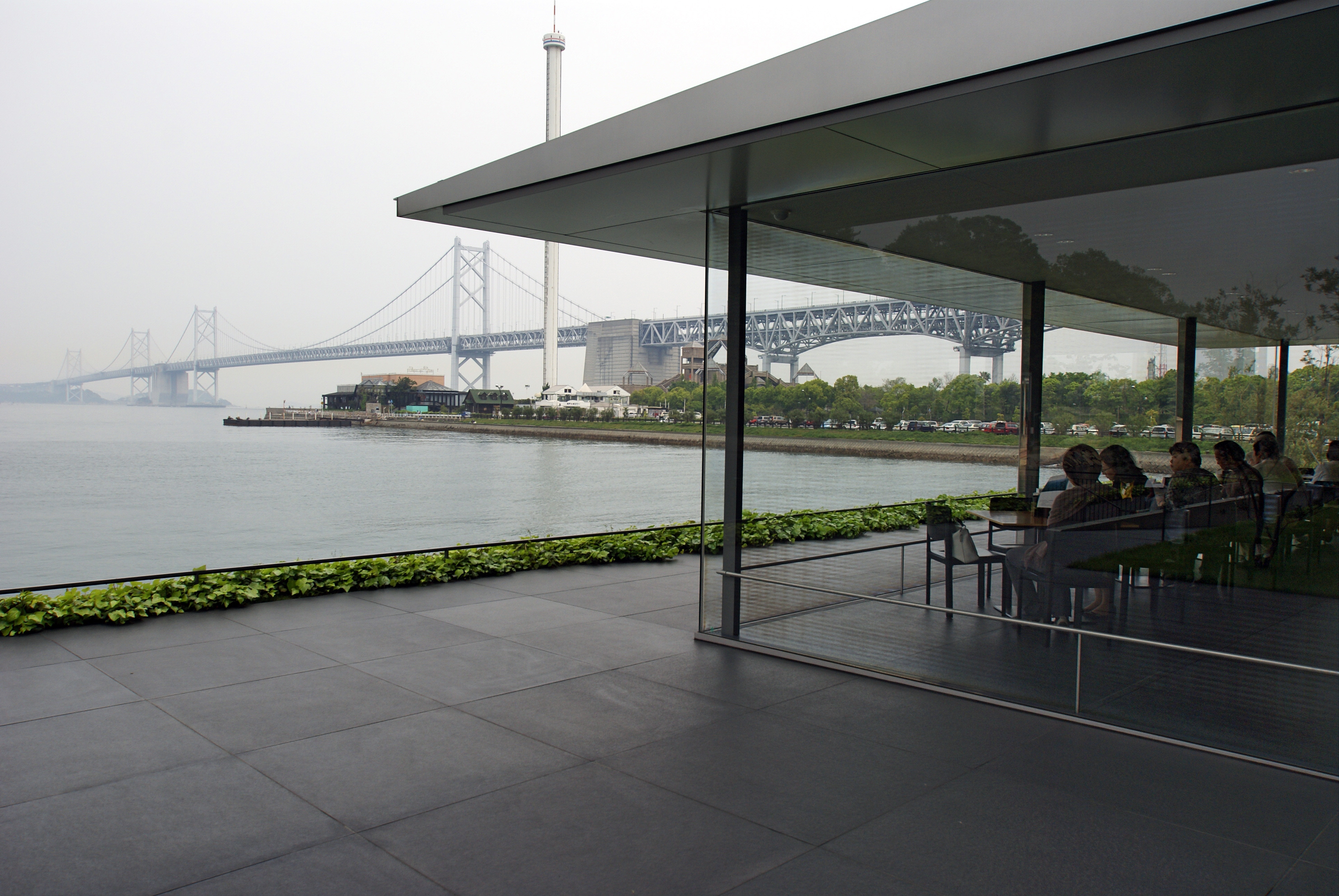
カフェレストランからは瀬戸大橋が間近に

- ラウンジ - カフェレストラン、瀬戸内海と瀬戸大橋を望む

## 建築概要
- 着工 - 2003(平成15)年11月7日[2]
- 竣工 - 2004(平成16)年11月10日[2]
- 建築設計 - 谷口吉生
- 設備設計 - 森村設計
- 建築施工 - 竹中・坂出土建建設共同企業体[2]
- 構造・規模 - RC造・S造、地上2階建[2]
- 建築面積 - 717.41m2[2]
- 延床面積 - 853.15m2[2]
- 展示室面積 - 277.00m2（展示室1：140.00m2、展示室2：137.00m2）[2]

- 受賞 - 第12回公共建築賞優秀賞[5]。

## 利用情報
- 開館時間 - 9：00～17：00[6]（入館16：30まで[7]）
- 休館日 - 年末年始[6]、月曜日（ただし、4/29～5/5、7/20～8/31の期間は無休で月曜日も開館[6]。1月4日～4月28日、5月6日～7月19日、9月1日～12月28日の期間の月曜が休館となる[6]が、月曜と休日が重なる場合、その後にある平日が休館日[6]）。
  - 開館時間(第5条)と休館日(第6条1項)は「香川県立東山魁夷せとうち美術館規則」で規定されている[6]。ただし、6条2項により館長の裁量で休館日などを設定可能[6]。そのためか、公式サイトでは夏休み対応（7月21日から[7]）、年末年始（12/29～翌年1/3を休館日と規定されている[6]が、27日～1日とスライド運営[8]）、展覧会準備期間[7]などと調整され、2012年度は年間65日[8]の休館日を設定している。
- 所在地 - 〒762-0066 香川県坂出市沙弥島字南通224番地13

## 交通アクセス
- JR坂出駅から坂出市営バス 瀬居島竹浦行き、または乗合タクシーに乗車、約20分。徒歩直ぐ。

## 周辺情報
- 瀬戸大橋
- 瀬戸大橋記念公園
  - 瀬戸大橋記念館